# Сильная девочка
«Сильная девочка» — дебютный студийный сольный альбом певицы Анны Плетнёвой, участницы группы «Винтаж», выпущенный 21 августа 2018 года. Дизайн оформление альбома разработал Вадим Андрианов.

## Синглы
В качестве первого сингла из альбома была выпущена песня «Дыши», на неё был выпущен видеоклип. Вторым синглом стала песня «Я верю в любовь», в ноябре 2015 на песню был выпущен клип который сняли Нина Дягилева, Ася Фри и Данила Зотов. «Немного рекламы» — стала третьим синглом из альбома, в конце июня 2016 года был выпущен видеоклип, снятый Константином Богомоловым, четвёртым синглом стала из альбома с одноимённым названием «Сильная девочка» и выпущен видеоклип на день рождения, пятым синглом стала «На чьей ты стороне?» и выпущен видеоклип на него, шестым синглом стала «Белая» и через неделю вышел видеоклип 14 февраля 2018 года, седьмым синглом стала песня «Воскресный ангел» вместе с альбомом вышел видеоклип. Напомним, что клипы «Дыши», «Сильная девочка», «На чьей ты стороне?», «Белая» и «Воскресный ангел» снял режиссёр Сергей Ткаченко.

## Список композиций
| №                   | Название                                         | Длительность |
| ------------------- | ------------------------------------------------ | ------------ |
| 1.                  | «Растамания»                                     | 3:52         |
| 2.                  | «На чьей ты стороне?»                            | 3:30         |
| 3.                  | «Балерина»                                       | 4:12         |
| 4.                  | «Дыши»                                           | 3:14         |
| 5.                  | «Кукла»                                          | 3:57         |
| 6.                  | «Папа»                                           | 3:49         |
| 7.                  | «Немного рекламы» (Анна Плетнёва & Clan Soprano) | 4:11         |
| 8.                  | «Сильная девочка»                                | 5:47         |
| 9.                  | «Я верю в любовь»                                | 3:42         |
| 10.                 | «Белая»                                          | 3:19         |
| 11.                 | «Воскресный ангел»                               | 3:34         |
| 12.                 | «Я и ты»                                         | 3:27         |
| 13.                 | «Осколки»                                        | 5:28         |
| 14.                 | «Пусть играет музыка» (Отто Нотман)              | 3:48         |
| Общая длительность: | Общая длительность:                              | 53:20        |

## История релиза
| Регион | Дата       | Формат               | Лейбл        |
| ------ | ---------- | -------------------- | ------------ |
| Россия | 21 августа | Цифровая дистрибуция | Velvet Music |
| Россия | 21 августа | CD                   | Velvet Music |

## Видеоклипы
1. «Дыши» (2015)[4] — реж. Сергей Ткаченко
2. «Я верю в любовь» (с M.E.G & N.E.R.A.K.) (2015)[5] — реж. Нина Дягилева, Данила Зотов и Ася Фри
3. «Немного рекламы» (с Clan Soprano) (2016)[6] — реж. Константин Богомолов
4. «Сильная девочка» (2016)[7] — реж. Сергей Ткаченко
5. «На чьей ты стороне» (2017)[8] — реж. Сергей Ткаченко
6. «Белая» (2018)[9] — реж. Сергей Ткаченко
7. «Воскресный ангел» (2018)[10] — реж. Сергей Ткаченко